# 前413年
| 千纪： | 前1千纪 |
| 世纪： | 前6世纪 \| 前5世纪 \| 前4世纪 |
| 年代： | 前440年代 \| 前430年代 \| 前420年代 \| 前410年代 \| 前400年代 \| 前390年代 \| 前380年代                                                                                                |
| 年份： | 前418年 \| 前417年 \| 前416年 \| 前415年 \| 前414年 \| 前413年 \| 前412年 \| 前411年 \| 前410年 \| 前409年 \| 前408年                                                                  |
| 纪年： | 周威烈王十三年 魯穆公三年 齊宣公四十三年 晉烈公三年 趙獻子十一年 魏文侯十二年韓武子十二年 秦簡公二年 楚簡王十九年 宋後昭公五十六年 衛慎公二年 鄭繻公十年 燕後簡公二年 越王朱勾三十五年 |

## 大事記
- 魏國大舉進攻秦國，魏國上地郡郡守李悝在鄭縣（今陝西省華縣）大敗秦軍。
- 楚国進攻晋国，兵锋抵达上洛。
- 齊國進攻晋国，毁黄城，围阳狐。
- 齊國大夫田莊子田白卒，子太公田和嗣位。
- 古雅典西西里遠征以毀滅性失敗告終，士兵全部被賣為奴。

## 逝世
- 尼西阿斯，古雅典将军
- 德摩斯梯尼，古雅典将军